# 南筑後農業協同組合
南筑後農業協同組合（みなみちくごのうぎょうきょうどうくみあい、通称：JAみなみ筑後）は、福岡県みやま市に本店を置く農業協同組合。

## 区域
- みやま市
- 大牟田市

## 沿革
- 1962年（昭和37年）3月 - 銀水・上内・三池・大牟田・駛馬・玉川の各農協が合併し、大牟田市農協が発足[1]。
- 1966年（昭和41年）3月 - 大牟田市農協が唐岬農協を合併[1]。
- 1988年（昭和63年）4月 - 瀬高町・福岡東山の各農協が合併し、瀬高町農協が発足。
- 1995年（平成7年）4月 - 瀬高町・山川・高田町・大牟田市の各農協が合併し、南筑後農協が発足[2]。
- 2000年（平成12年）4月 - Aコープ事業を（株）エーコープ福岡[3]（現・（株）Aコープ九州）に譲渡[4]。
- 2002年（平成14年）10月 - 24支所1出張所から15支所へ統合・再編[2]。
- 2004年（平成16年）7月 - デイサービスセンター「あぐりの郷」開業[2]。
- 2014年（平成26年）
  - 3月 - 本所機能を一本化[2]。
  - 5月 - 15支所から10支所へ統合・再編[2]。
- 2020年（令和2年）
  - 1月 - 「本所・支所」を「本店・支店」に改称[5]。
  - 4月 - 福岡八女農協・福岡大城農協・柳川農協および全農福岡県本部との間で、農機事業の共同運営を開始[6][7][8]。
    - 全農福岡県本部八女総合物流センター内に「筑後南部広域農機センター」を設置し、各農協の農機センターを拠点として広域で整備対応を行う。
- 2023年（令和5年）5月 - 支店統廃合を行い、支店については10支店体制から4支店体制に再編のうえ、3店舗は現金取扱は廃止としつつ相談機能等を持つ新たな店舗「ふれあいプラザ」に移行する[9]。

## 店舗・施設
- 支店 4
- ふれあいプラザ 3
- グリーンセンター 4
- 給油所 3
- 車両・農機センター 2
- 農機・ガスセンター 1
- 農産物直売所 1
- カントリーエレベーター 2
- ライスセンター 1
- 大豆センター 1
- デイサービスセンター 1